# Кныш, Александр Дмитриевич
Алекса́ндр Дми́триевич Кныш (род. 28 сентября 1957, Сасово, Рязанская область или Рязанская область) — советский и российский исламовед, специалист по исламскому мистицизму (суфизму), кораническим исследованиям, различным аспектам истории ислама. Кандидат исторических наук, профессор исламоведения факультета ближневосточных исследований Мичиганского университета (Энн-Арбор, США). Автор многочисленных публикаций, в том числе 12 книг на русском и английском языках.

## Биография
Родился 28 сентября 1957 года в городе Сасово Рязанской области. Выпускник Восточного факультета ЛГУ по специальности арабская филология (1979 г.). С 1980 по 1986 год — аспирант при Ленинградском отделении Института востоковедения АН СССР. По окончании аспирантуры был зачислен в штат этого института. Член межсекторальной Группы исламоведения. По руководством А. Б. Халидова защитил кандидатскую диссертацию: «Основные источники для изучения мировоззрения Ибн ‘Араби: Фусус ал-хикам и ал-Футухaт ал-маккийа» (1986 г.). Участник Советско-йеменской комплексной экспедиции (СОЙКЭ), которую возглавлял П. А. Грязневич (1986—1989 гг.).
С 1991 года работает в США. В 1997 году получил звание профессора. С 1998 года является деканом факультета ближневосточных исследований Мичиганского университета, CША. Возглавляет Научную лабораторию по анализу и моделированию социальных процессов при Санкт-Петербургском государственном университете. Курирует экспериментальную программу подготовки нового поколения специалистов с углублённым знанием истории и культуры ислама при СПбГУ.
Александр Кныш является автором свыше 100 работ по исламоведению и истории ислама, Северной Африки, Ближнего Востока и Евразии. Главный редактор «Энциклопедии мусульманского мистицизма» издательства «Brill Publishers». Член редколлегии шести научных журналов. Редактирует секцию «Суфизм» в третьем издании «Энциклопедии ислама» («Brill Publishers»). Работы Кныша опубликованы на русском, английском, арабском, немецком, итальянском, азербайджанском и персидском языках.
Исследовательские интересы Кныша включают в себя, но не ограничиваются, исламским мистицизмом (суфизмом), Кораном и кораническими исследованиями, классической арабской литературой, историей мусульманской богословской и правовой мысли, исламом в Йемене и на Северном Кавказе.